# Daunia

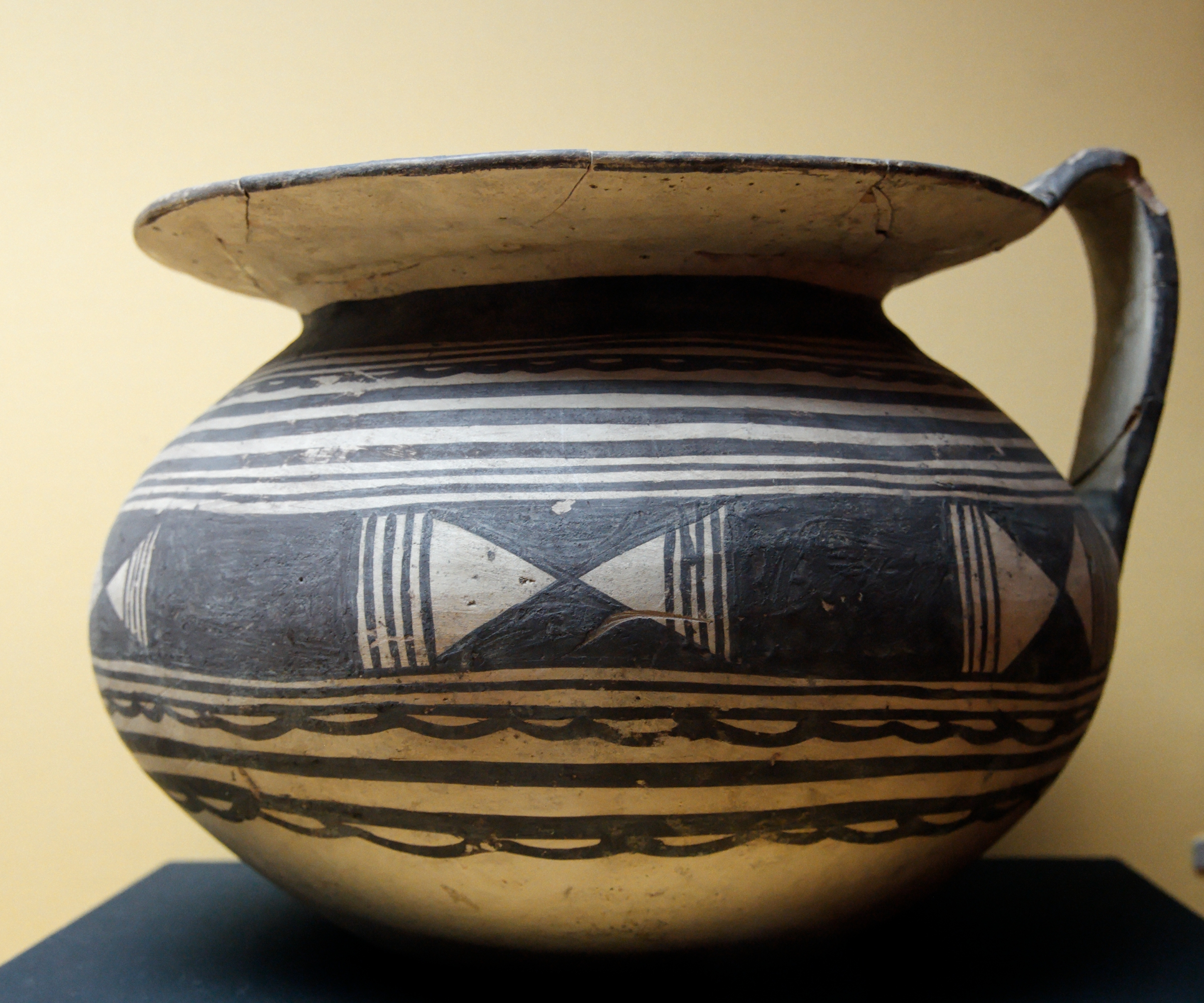
Ejemplo de cerámica daunia.

La Daunia es una región histórica y geográfica de Apulia, en el sur de Italia, mayormente coincidente con la moderna provincia de Foggia. En los tiempos antiguos, junto con Peucetia y Mesapia formaron la Yapigia.

## Orígenes
Hacia finales de la Edad del Bronce (siglos XI-X a. C.), poblaciones ilirias desde el este del Adriático llegaron a Apulia cruzando probablemente el estrecho brazo de mar entre Albania e Italia. Estos pueblos ilirios crearon en Italia la civilización yapigia la cual estaba formada por tres tribus: peucetios, mesapios y daunos.
Se diferenciaba de las otras dos regiones habitadas por los yapigios por su mayor distancia a las colonias griegas, con las que tuvo menos conexiones. Al haber estado también menos influida por la civilización campana, tuvo una cultura más peculiar, presentando en particular las estelas daunias, una serie de monumentos funerarios esculpidos en los siglos VII-VI a. C. en la llanura al sur de Siponto, y ahora conservadas en el Museo Nacional de esa ciudad. Particularmente llamativa es la cerámica daunia (aún poco estudiada) que empezó con un patrón geométrico pero que luego incluyó burdas figuras humanas, pájaros y plantas.
Los principales centros daunios fueron Teanum Apulum (dentro de lo que es modernamente San Paolo di Civitate), Uria, Casone, Lucera, Merinum (Vieste), Monte Saraceno (cerca de Mattinata), Siponto, Coppa Navigata, Cupola, Salapia (cerca de Cerignola y Manfredonia), Arpi (cerca de Foggia), Aecae (cerca de Troia), Vibinum (Bovino), Castelluccio dei Sauri, Herdonia (Ordona), Ausculum (Ascoli Satriano), Ripalta (cerca de  Cerignola), Canosa di Puglia, Melfi, Lavello y Venosa.